# ساوینیو، ان
ساوینیو، ان (به فرانسوی: Savigneux) یک کمون در فرانسه است که در canton of Saint-Trivier-sur-Moignans واقع شده‌است.

## خصوصیات
ساوینیو ۱۴٫۷۵ کیلومترمربع مساحت و ۱٬۱۸۹ نفر جمعیت دارد و ۲۶۵ متر بالاتر از سطح دریا واقع شده‌است.